# 布里蘭

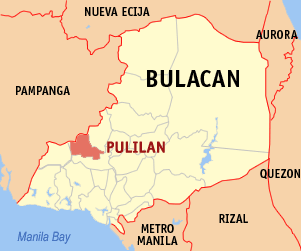
布拉干省的地圖，示布里蘭所在地

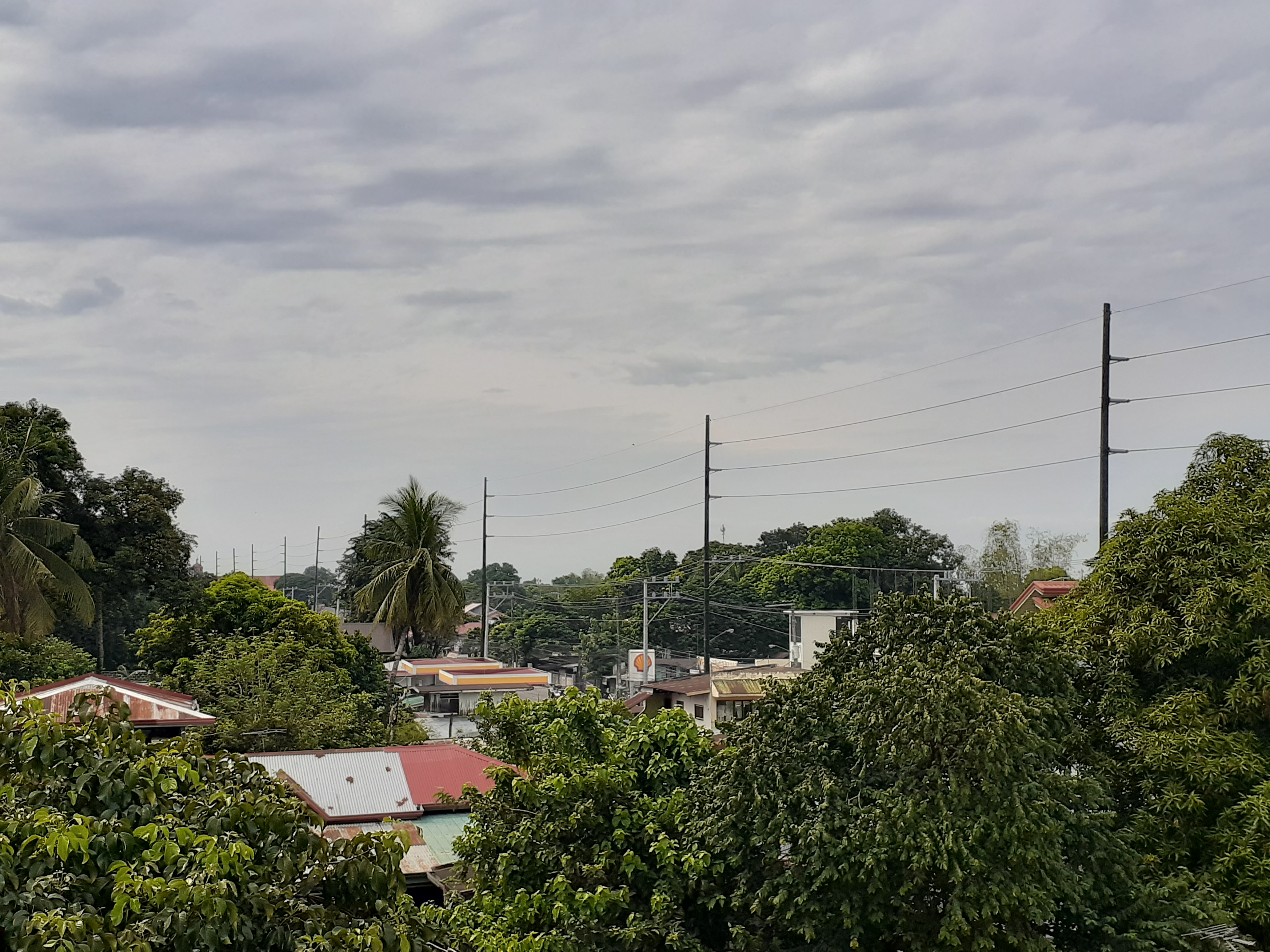
布里蘭

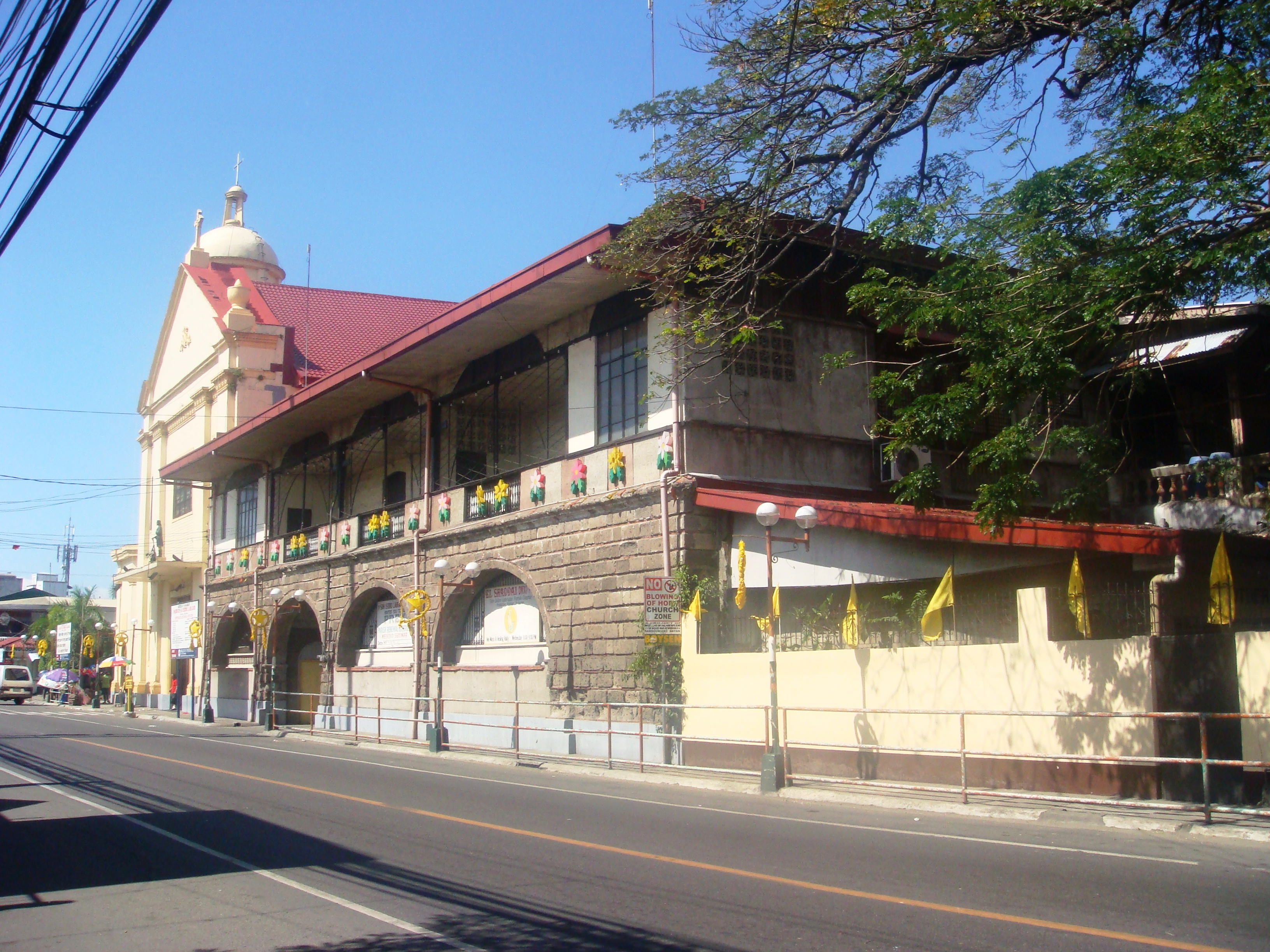
布里蘭教堂

布里蘭（Pulilan）, 又譯"普利蘭", 是菲律賓布拉干省的一座城市。面積39.89平方公里。根據2015年人口普查結果，布里蘭擁有97,323名居民。